# Bulbophyllum microcala
Bulbophyllum microcala é uma espécie de orquídea (família Orchidaceae) pertencente ao gênero Bulbophyllum. Foi descrita por Peter Francis Hunt em 1970.